# Circus Busch-Roland

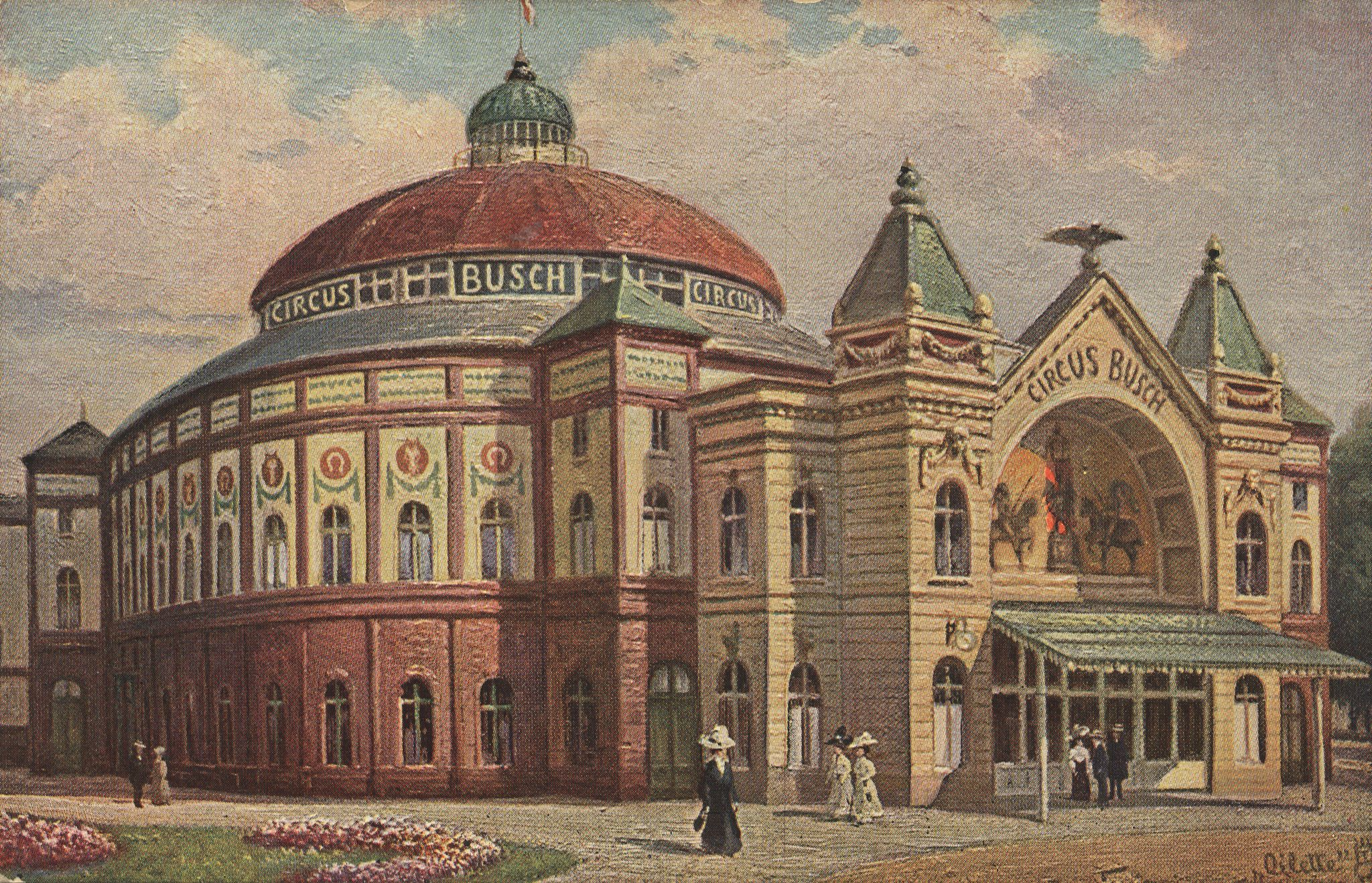
Le Circus construction à Berlin vers 1900

Le Cirque Busch a été fondé en 1884 par le maître-écuyer Paul Busch.
Ce cirque allemand existe toujours sous un chapiteau voyageant sous l'enseigne du Circus Busch-Roland, après fusion en 1963 avec le Cirque Roland fondé en 1948 à Brême.

## Le fondateur
Le maître-écuyer Paul Busch (* 1850 ; † 1927) fonda sa compagnie équestre le 29 juin 1884 à Svendborg au Danemark.
Il se produisit en spectacle à Berlin le 18 septembre 1889.
Il s'engagea dans un cirque permanent en 1891 à Hambourg-Altona et en 1892 à Vienne.

## Les cirques permanents Busch
Paul Busch fit construire à Berlin un cirque permanent, pouvant accueillir 4300 spectateurs, qui a été inauguré le 24 octobre 1895.
Par la suite, Paul Busch racheta les cirques fixes de Hambourg en 1902 et de Breslau en 1903.
En 1910, les célèbres clowns Fratellini firent leurs débuts en trio au Cirque Busch de Berlin.
Au début des années 1920, l'homme fort Zishe Breitbart était artiste au cirque.
Le Cirque Busch de Berlin sera démoli le 11 mai 1937.
Pendant la Seconde Guerre mondiale, les bombardements alliés détruiront le Cirque Busch de Hambourg le 24 juillet 1943 et le Cirque Busch de Breslau le 5 avril 1945.